# Ricardo Greer
Ricardo Greer, (nacido el 18 de agosto de 1977 en Manhattan, Nueva York) es un jugador de baloncesto dominico-estadounidense. Con 1,97 metros de estatura, su puesto natural en la cancha es el de alero.

## Trayectoria
- Los Prados (2011)
- BC Kiev (2001-2002)
- Diablos de La Vega (2002)
- STB Le Havre (2002-2003)
- London Towers (2003-2004)
- BCM Gravelines (2004)
- Strasbourg IG (2004-2006)
- Pau-Orthez (2006-2007)
- SLUC Nancy (2007-2010)
- KK Zadar (2010)
- Strasbourg IG (2010-2014)
- STB Le Havre (2014-2015)
- Indios de San Francisco de Macorís (2015)

## Títulos

### Campeonatos nacionales
- 2 veces Campeón de la LNB Pro A: 2005 y 2008
- Campeón de la Copa de baloncesto de Francia: 2007

### Distinciones individuales
- MVP "Extranjero" de la LNB Pro A: 2010
- MVP de las Finales de la LNB Pro A: 2005
- 3 veces Mejor Quinteto "Extranjero" de la LNB Pro A: 2005, 2008 y 2010
- Mejor quinteto de la BBL; 2004
- 5 veces All-Star de la LNB Pro A: 2002, 2005, 2006, 2007 y 2009